# Ravne na Blokah
Ravne na Blokah so naselje v Občini Bloke.

## Prebivalstvo
Etnična sestava 1991:
- Slovenci: 70 (94,6 %)
- Neznano: 3 (4 %)
- Regionalno opredeljeni: 1 (1,4 %)